# 夏姬
夏姬（約前620年—？），姬姓，《清華簡·繫年》記載名少，中國春秋時期女性人物，是鄭穆公之女，鄭靈公之妹，母親為少妃姚子。曾嫁予多個國家的多位大夫，因与她有关的男性多遭遇不幸、招致陳國夏徵舒之亂、楚师伐陳、申公巫臣奔晉等事件而闻名。

## 生平

### 陳夏氏之亂
夏姬是鄭穆公之女。《左傳·成公二年》列舉的夏姬之禍中有「夭子蠻」一事，杜預注謂子蠻即鄭靈公。鄭靈公死于前605年。按照《左傳》和《國語》的說法，夏姬的第一位丈夫是陳國大夫御叔，有子夏徵舒；《繫年》和《穀梁傳》則稱夏姬是徵舒之妻，年齡上更爲合理。
前601年，陳靈公及其兩位大夫孔寧、儀行父在夏家通淫於夏姬。陳國百姓築觀臺於夏氏。當時單襄公途經陳國，見陳國君荒國怠，而預言其必至敗亡。《毛詩序》說《株林》《澤陂》皆在諷刺陳靈公君臣之荒淫。第二年，君臣三人穿着夏姬的褻衣上朝嬉戲。大夫洩冶試圖勸諫靈公，靈公當面對洩冶說「吾能改矣」，卻又縱容孔寧、儀行父殺死洩冶。
前599年，君臣三人又在夏家飲酒作樂，以夏徵舒的長相開玩笑。靈公對行父说：“夏徵舒长得很像你。”兩人則回答說夏徵舒也似靈公。夏徵舒忍無可忍，趁靈公要離開時將他射殺於馬厩門，自立为陈侯。孔寧和儀行父逃到楚國，世子媯午奔晉。次年，楚莊王率楚、秦兩國之師以弑君之罪討伐夏徵舒，安撫了陳國軍民後攻入陳國、對夏徵舒處以車裂極刑，並聽從大夫申叔時建言，把孔寧、儀行父放回陳國，從晉國迎立世子媯午為君，是爲陳成公。

### 巫臣娶夏姬
夏姬被俘虜到楚國後，《左傳》云云，楚莊王和子反先後欲納娶夏姬，都被申公屈巫（巫臣）勸止。不過《繫年》和《國語》則說楚莊王一開始就將夏姬賜予巫臣爲妻。《繫年》還指出了楚莊王攻打夏徵舒時屈巫出使秦國請來了秦軍幫助。《國語》說楚莊王接着將夏姬賜給子反。連尹襄老又極力爭取，最後楚莊王讓夏姬成為襄老之續弦。前597年，連尹襄老在邲之戰中戰死，屍首也被帶走，其子黑要烝娶了繼母夏姬。
在《左傳》中，屈巫迎娶夏姬頗費了一番周折。巫臣使人示意夏姬「歸，吾聘汝」，承諾將會下聘娶她，又設計讓鄭國以能從晉國取得襄老屍首爲由召夏姬歸鄭。夏姬依計而行。楚莊王詢問屈巫，屈巫便說鄭、晉關係良好，此事可成。夏姬也承諾不得屍首就不回楚國，莊王便遣送夏姬回到鄭國。夏姬回鄭後，巫臣下聘于鄭，迎娶了夏姬。整個過程都在楚莊王去世前。《繫年》的說法則較爲平白：楚莊王逝世、楚共王即位後不久（前590年），黑要便去世了。司馬子反和申公巫臣相爭，屈巫指出夏姬原本就是賜給他作妻子的，理直氣壯地娶了夏姬。子反由此開始與申公巫臣結怨。

### 二人奔晉
前589年，楚共王命屈巫出使齊國，巫臣趁機帶上夏姬前往。適逢齊國在鞌之戰中戰敗，屈巫不欲處於不勝之國，遂把原本要带给齊國的國礼退回楚國，投奔了晉國。晉國即拜之為大夫，賜封邢地為采邑。子反相當怨恨，在楚共王面前建議用重金賄賂晉國使之不要用巫臣，但共王念及巫臣以前對莊王及楚國的功績，又認為巫臣若有用于晉，賄賂再多晉國也不會答應；若無益於晉，晉自然棄之，何勞賄賂。
前584年，子反聯合同樣和巫臣有矛盾的子重，將巫臣和黑要的族人全數殺害，瓜分了他們的家財。巫臣為了復仇，向晋君献疲楚之计，聯合楚國东南的吳國夹击楚國。晋君采纳了巫臣的建议，并派巫臣出使吳國，使其反叛楚國、成為楚國肘腋大患。巫臣留下自己兒子狐庸和一部份軍隊訓練吳國人作戰。整軍經武後的吳國武力轉強，四處侵擾楚國的附庸，使得子反、子重疲於奔命一年七次之多。吳國在併吞周邊臣服於楚國的小國之後，變成一方強國，開始參與春秋晚期的爭霸戰爭。
夏姬與巫臣結婚後，生下一個女兒。晉國大夫叔向欲娶此女爲妻，被其母晉羊叔姬所反對，宣稱夏姬曾經「殺三夫，一君、一子，而亡一國、兩卿」，夏姬之女雖是尤物，但若非有德義之人娶之，必然會有禍殃。但後來晉平公強迫叔向娶其為妻，生下楊食我。前514年，楊食我和祁氏被荀躒陷害聯手作亂，使得羊舌氏和祁氏被滅族。

## 評價
夏姬自漢代《列女傳》開始成了紅顏禍水、不守貞潔的代表。受《左傳》《國語》「夏姬爲夏徵舒母」一說的影響，後人覺得夏姬在「陳夏氏之亂」時年紀就已較大，還能在之後十幾年中魅惑多人，故又臆測其「駐顏有術」，衍生出淫亂妖女的形象。如：
- 西漢劉向《列女傳》形容夏姬為「其狀美好無匹，內挾伎術，蓋老而復壯者。三為王后，七為夫人，公侯爭之，莫不迷惑失意」「夏姬好美，滅國破陳，走二大夫，殺子之身，殆誤楚莊，敗亂巫臣，子反悔懼，申公族分」[20]，極力誇張其淫禍，甚至稱其善「伎術」故能「老而復壯」。
- 東漢張衡《西京賦》：「妖蠱豔夫夏姬，美聲暢於虞氏。」[21]
- 晉代華譚：「夏姬以容美而陳亡，濮水以聲好而國滅，夫何淫哇之有乎？」[22]
- 東晉葛洪《抱朴子》：「無當之玉碗，不如全用之埏埴；寸裂之錦黻，未若堅完之韋布。故夏姬之無禮，不如孤逐之皎潔；富貴之多罪，不如貧賤之履道。」[23]
- 晚唐杜牧《杜秋娘詩》：「夏姬滅兩國，逃作巫臣姬。」
- 唐末周曇《春秋戰國門·陳靈公》：「誰與陳君嫁禍來，孔寧行父夏姬媒。靈公徒認徵舒面，至死何曾識禍胎。」
- 明楊慎《升庵詩話》：「璧之新寡之文君，屢醮之夏姬，美則美矣，謂之初笄室女，則不可。」
- 明馮夢龍小說《東周列國志》第五十二回描述夏姬「有驪姬息媯之容貌，兼妲己文姜之妖淫」，又稱其從「上界天仙」那裏習得「素女採戰之術」，能「採陽補陰，卻老還少」。
- 清代豔情小說《株林野史》取名自《株林》一詩，沿襲了夏姬從仙人處學會「素女採戰之法」的設定，竭力渲染淫事。

當然，古時已有人注意到了夏姬的身不由己。到了現代，夏姬在文獻記載中的被動和沉默得到了深入的研究。隨着女性主義思想的興起，一些文學創作也塑造了不同于傳統惡評的夏姬形象。如：
- 唐代孔穎達《春秋左傳正義》：「三夫皆自命盡而死，其死不由夏姬。而云殺三夫者，婦之配夫，欲其偕老，其夫數死，是妻之薄相，故以為夏姬之咎。」[28]
- 日本作家宮城谷昌光著有小說《夏姬春秋（日语：夏姬春秋）》，鋪寫夏姬的一生。宮城谷從女性主義的觀點出發，把夏姬塑造成善良、能幹，並能追求自我幸福的女性形象[29]。